# 三重県道169号玉城南勢線
三重県道169号玉城南勢線（みえけんどう169ごう たまきなんせいせん）は、三重県度会郡玉城町から度会郡南伊勢町に至る一般県道である。通称はサニーロード。

## 概要
度会郡玉城町勝田から度会郡南伊勢町船越に至る。

### 路線データ
- 起点：度会郡玉城町勝田（三重県道65号度会玉城線交点）
- 終点：度会郡南伊勢町船越（国道260号交点）
- 総延長：17.819 km[1]

## 歴史
- 1996年（平成8年）10月1日 - 路線認定[2]。

## 路線状況

### 別名
- サニーロード（度会郡玉城町・度会郡度会町・伊勢市・度会郡南伊勢町）

### 重複区間
- 三重県道719号伊勢路伊勢線（伊勢市上野町 - 度会郡南伊勢町伊勢路）

### 道路施設

#### 橋梁
- 南伊勢大橋（宮川、度会郡度会町 - 伊勢市）

#### トンネル
- 岩坂東トンネル：延長425 m、1985年（昭和60年）竣工、度会郡玉城町 - 度会郡度会町
- 鍛冶屋トンネル：延長490 m、1984年（昭和59年）竣工、伊勢市 - 度会郡南伊勢町
- 稲石トンネル：延長432 m、1979年（昭和54年）竣工、度会郡南伊勢町
- 五ヶ所トンネル：延長699 m、1981年（昭和56年）竣工、度会郡南伊勢町
- 龍仙トンネル：延長289 m、1978年（昭和53年）竣工、度会郡南伊勢町

## 地理

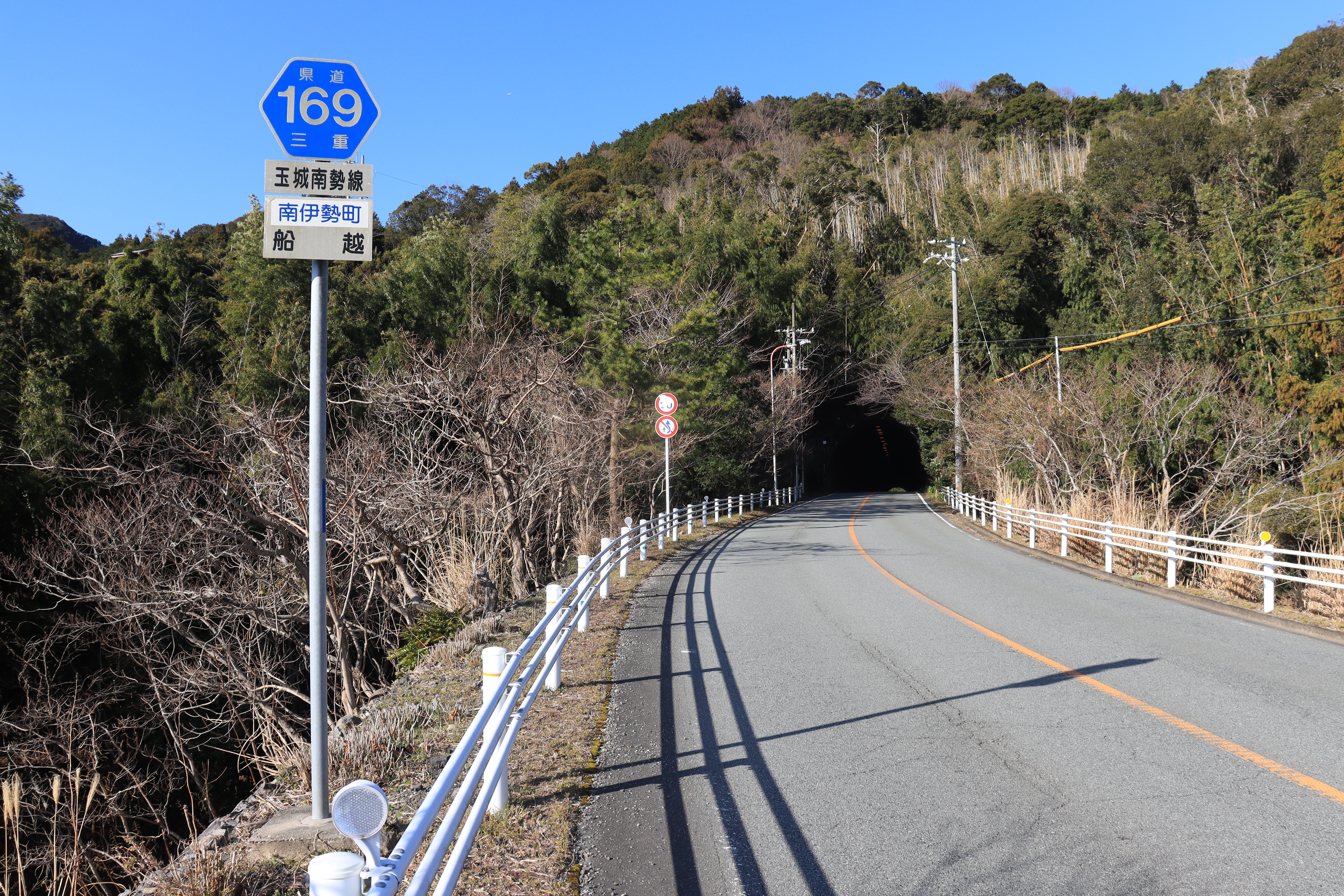
三重県道169号玉城南勢線
度会郡南伊勢町船越

### 通過する自治体
- 三重県
  - 度会郡玉城町 - 度会郡度会町 - 伊勢市 - 度会郡南伊勢町

### 交差する道路
| 交差する道路                           | 市町村名 | 市町村名 | 交差する場所 | 交差する場所 |
| -------------------------------------- | -------- | -------- | ------------ | ------------ |
| 三重県道65号度会玉城線                 | 度会郡   | 玉城町   | 勝田         | 起点         |
| 三重県道38号伊勢大宮線                 | 度会郡   | 度会町   | 大野木       | 大野木交差点 |
| 三重県道22号伊勢南島線                 | 伊勢市   | 伊勢市   | 円座町       | 円座町交差点 |
| 三重県道719号伊勢路伊勢線 重複区間起点 | 伊勢市   | 伊勢市   | 上野町       |              |
| 三重県道720号横輪南勢線                | 伊勢市   | 伊勢市   | 横輪町       | 横輪口交差点 |
| 三重県道719号伊勢路伊勢線 重複区間終点 | 度会郡   | 南伊勢町 | 伊勢路       |              |
| 国道260号                              | 度会郡   | 南伊勢町 | 船越         | 終点         |

### 沿線
- E23 伊勢自動車道 40 玉城IC
- 伊勢市立上野小学校